# Phasia serrata
Phasia serrata är en tvåvingeart som beskrevs av Sun 2003. Phasia serrata ingår i släktet Phasia och familjen parasitflugor.
Artens utbredningsområde är Filippinerna. Inga underarter finns listade i Catalogue of Life.